# Karlstads landsförsamling
Karlstads landsförsamling var en församling i Karlstads stift i nuvarande Karlstads kommun. Församlingen uppgick 1934 i Karlstads församling.

## Administrativ historik
Församlingen har medeltida ursprung under namnet Tingvalla församling. 5 mars 1584 utbröts Karlstads stadsförsamling samtidigt som denna församling namnändrades till Karlstads landsförsamling. 1934 uppgick församlingen i Karlstads församling.

### Pastorat
- Medeltiden till 5 mars 1584: Moderförsamling i pastoratet Tingvalla, Grava och Hammarö.[2]
- 5 mars 1584 till 1591: Annexförsamling i pastoratet Karlstads stadsförsamling, Karlstads landsförsamling och Hammarö.[2]
- 1591 till 1595: Annexförsamling i pastoratet Karlstads stadsförsamling, Karlstads landsförsamling, Grava och Hammarö.[2]
- 1595 till 7 december 1649: Annexförsamling i pastoratet Karlstads stadsförsamling, Karlstads landsförsamling och Grava.[2]
- 7 december 1649 till 1933: Annexförsamling i pastoratet Karlstads stadsförsamling och Karlstads landsförsamling.[2]

## Befolkningsutveckling
| Befolkningsutvecklingen i Karlstads landsförsamling 1805–1930                                                                       | Befolkningsutvecklingen i Karlstads landsförsamling 1805–1930 | Befolkningsutvecklingen i Karlstads landsförsamling 1805–1930 | Befolkningsutvecklingen i Karlstads landsförsamling 1805–1930 | Befolkningsutvecklingen i Karlstads landsförsamling 1805–1930 |
| --- | ------------------------------------------------------------- | ------------------------------------------------------------- | ------------------------------------------------------------- | ------------------------------------------------------------- |
| |                                                               |                                                               |                                                               |                                                               |
| År |                                                               |                                                               | Folkmängd                                                     |                                                               |
| 1805 | 1805                                                          |                                                               | 479                                                           |                                                               |
| 1810 | 1810                                                          |                                                               | 456                                                           |                                                               |
| 1820 | 1820                                                          |                                                               | 449                                                           |                                                               |
| 1830 | 1830                                                          |                                                               | 588                                                           |                                                               |
| 1840 | 1840                                                          |                                                               | 640                                                           |                                                               |
| 1850 | 1850                                                          |                                                               | 819                                                           |                                                               |
| 1860 | 1860                                                          |                                                               | 885                                                           |                                                               |
| 1870 | 1870                                                          |                                                               | 1 009                                                         |                                                               |
| 1880 | 1880                                                          |                                                               | 1 092                                                         |                                                               |
| 1890 | 1890                                                          |                                                               | 1 038                                                         |                                                               |
| 1900 | 1900                                                          |                                                               | 1 016                                                         |                                                               |
| 1910 | 1910                                                          |                                                               | 1 282                                                         |                                                               |
| 1920 | 1920                                                          |                                                               | 2 224                                                         |                                                               |
| 1930 | 1930                                                          |                                                               | 3 321                                                         |                                                               |
| Anm: För åren 1805-1930: befolkning enligt folkräkning 31 december enligt den administrativa indelningen den 1 januari följande år. |                                                               |                                                               |                                                               |                                                               |